# Johnnie Walker (cyclisme)
Pour les articles homonymes, voir Johnnie Walker (homonymie) et Walker.
Johnnie Walker, né le 17 mars 1987 à Sale est un coureur cycliste australien.

## Biographie
Johnnie Walker est le frère de William Walker, coureur professionnel jusqu'en 2009 et de Nicholas Walker son coéquipier, en 2011, dans l'équipe australienne V Australia.

## Palmarès
- 2009
  - Circuito Nuestra Señora del Portal
  - 2e du GP Eduardo González
  - 3e du Trofeo Virgen de Valencia
- 2010
  - 2e du Tour de Hainan

## Résultats sur les grands tours

### Tour d'Espagne
- 2010 : 147e

## Classements mondiaux
| Année            | 2007 | 2008 | 2009 | 2010 | 2011 |
| ---------------- | ---- | ---- | ---- | ---- | ---- |
| UCI Asia Tour    |      | 213e |      |      | 40e  |
| UCI Oceania Tour | 83e  |      |      |      |      |